# Bitka za Bihać 1592.
Bitka za Bihać bila je osmanska opsada grada Bihaća (tada pod vlašću Kraljevine Hrvatske, koja je bila u sastavu Habsburške Monarhije), a odigrala se u razdoblju od 10. do 19. lipnja 1592. godine. Dolaskom Hasan-paše Predojevića kao beglerbega Bosanskog pašaluka (1591.) okončano je razdoblje mira uspostavljenog između cara Rudolfa II. i sultana Murata III., a provincijske osmanske vojske potom su pokrenule napad na Kraljevinu Hrvatsku. Bihać, gotovo izoliran grad na rijeci Uni koji je odbio osmanski napad 1585. godine, bio je jedna od prvih meta. Hrvatski ban Thomas Erdődy iskoristio je raspoloživa sredstva i vojnike za zaštitu pograničnih gradova, no Osmanlije su 1591. godine uspjele zauzeti nekoliko manjih utvrda. Hrvatski sabor donio je zakon o općem ustanku u zemlji 5. siječnja 1592. godine.
Početkom lipnja 1592. godine, Hasan-paša Predojević poveo je svoje trupe prema Bihaću, kojeg je branilo oko 400 – 500 habsburško-hrvatskih vojnika  pod zapovjedništvom kapetana Josipa Lamberga. Opsada je trajala do 19. lipnja, kada je Lamberg predao grad zbog nedostatka pojačanja i nedovoljnog broja obrambenih vojnika, a kasnije mu je zbog tog čina suđeno za izdaju. Iako je prema uvjetima predaje njegovim građanima bilo dopušteno da napuste ili ostanu u gradu bez štete, više od 2000 civila je ubijeno, a 800 ih je porobljeno nakon što su trupe Hasan-paše Predojevića ušle u Bihać. Ofenziva je trajala do lipnja 1593. godine kada je Hasan-paša Predojević poginuo u Bitki kod Siska, što je bio povod Dugom turskom ratu (1593. – 1606.). 

## Političko-vojna pozadina
Nakon neuspjeha opsade Siska 1592. Predojević pripremao je teren za osvajanje Siska, "ključa Hrvatske", jer bi padom Siska bio otvoren put prema Zagrebu što je onda pretpostavljalo i konačno osvajanje čitave Hrvatske.

## Tijek bitke
Osmanske su snage opsjele grad. Opsada je trajala devet dana. Grad je praktično pao bez borbe. Paša je lažno obećao građanima ako predaju grad imat će potpunu slobodu. Kapetan Lamberg otvorio je 19. lipnja gradske dveri na zahtjev građana. Obećanje se pokazalo lažnim. Predojević je prekršio obećano: Osmanlije su pobile dvije tisuće ljudi, a u ropstvo sa sobom odveli oko 800 djece.

## Ishod bitke
Lako osvajanje Bišća, predstavljalo je veliki psihološki moment, jer je osvojio grad koji je u ona vremena bio nazivan i "glavnim gradom Hrvatskog Kraljevstva". Odluku o novom pohodu ohrabrio je i uspjeh u bitci kod Bresta u Pokuplju iste godine kad je Predojević porazio postrojbe hrvatskog bana Tome Erdődyja te uspješna pustošenja po Turopolju (Mraclin i dr.).
Hrvatski sabor je nakon pada Bihaća brzo reagirao. Donio je insurekciju (insurrectio), tj. odluku o općem ustanku, gdje je napisano da na banov poziv plemići, kmetovi, građani i sve duhovne osobe moraju krenuti u rat.